# Snatched from the Altar
Snatched from the Altar è un cortometraggio muto del 1915 diretto da  Al Christie (con il nome Al E. Christie).

## Produzione
Il film fu prodotto dalla Nestor Film Company.

## Distribuzione
Distribuito dall'Universal Film Manufacturing Company, il film uscì nelle sale cinematografiche USA il 27 settembre 1915.